# Stora Igeltjärnet
Stora Igeltjärnet är en sjö i Eda kommun i Värmland och ingår i Göta älvs huvudavrinningsområde. Sjöns area är 0,025 kvadratkilometer och den befinner sig 195 meter över havet.